# JX通信社
株式会社JX通信社（ジェイエックスつうしんしゃ、英語: JX Press Corporation）は、日本の通信社である。「記者ゼロ人の通信社」として知られる。

## 概要
ニュースのキュレーションサービスNewsDigest（ニュースダイジェスト）、ツイッターでの事件・事故などの投稿を自動で収集・判別し報道機関に配信するFASTALERT（ファストアラート）、さらに世論調査サービスなどを提供。自社に記者を置かずネットからの情報収集に特化した仮想通信社として情報を提供している。代表取締役は米重克洋。
2018年8月時点では従業員は24人で、16人がエンジニア、8人が営業や人事、広報などであり、記者は1人もいない。また、支局もない。
なお、名称にJXとあるが、JX金属を持つENEOSグループ（旧:JXグループ）や、日本国内でコールサインの一部に『JX』を用いている日本海テレビジョン放送（JOJX-DTV）とは無関係である。

## 沿革
代表の米重は中学生の頃に「航空会社をやりたい」という夢を持ち、世界中の航空業界のニュースを集めたニュースサイトを立ち上げた。プレスリリースを日本語に翻訳し掲載するといったことを約4年間続けた。その結果、月間30万PV、アフィリエイト広告などの収入が月3000円程度で、ニュースサイトの運営は儲からないと判断した。その頃、オーマイニュースやJanJanといった市民記者によるニュースサイトが立ち上がるが、いずれも運営は厳しく、やがて撤退していったことから、米重は「報道のコスト構造に課題があるのではないか」と考えるようになり、大学1年になった2008年にJX通信社を起業した。
当初、「ニュースコンテンツをメディア間で共有することでコストを下げる」というシェアリングエコノミー的なものを構想していたが、まったく物にならず、「テクノロジーによって編集のコストを下げる」方向へとシフトしていった。まずは、ニュースを自分好みに集めて、自然言語処理によって自動的に記事にタグ付けしたり、カテゴリー分類を自動化することで編集コストを下げることを目的とし、Vingowを開発する。しかしながら、そういったニュースを集めるといった市場そのものがニッチであり需要が少なかった。また、当時の同様のニュースアプリはニュースの合間に表示する広告によって収益を確保していたが、米重は広告による収益では報道のコスト構造そのものの問題解決にはならないのではないかと考え、アプリへの広告は導入しなかった。
2015年10月にJX通信社は共同通信デジタル（共同通信社のデジタル子会社）から出資を受けた。共同通信ではSNSの情報を検索しているチームがあったが、人力に頼った方法であり、効率的とは言い難かった。その作業の機械化を相談されたことがきっかけとなり、FASTALERTの開発を行う。既に「Vingow」を提供済みであったが、2015年頃からTwitter上を流れるデータの収集・蓄積を行っており、その情報を元にAIの機械学習を行うことで、AIの精度が高まるという好循環のサイクルに乗れたことがFASTALERTが好評を得た原因と分析している。

## Vingow
Vingowは、ユーザーが特定のキーワードを登録しておくと、キーワードに合致するニュース記事をネットワーク上から自動収集するアプリ。2011年から提供。現在はサービス提供を終了している。
AIと自然言語処理技術を組み合わせて、ユーザーが望むコンテンツを収集する精度を高めている。

## FASTALERT

FASTALERTのロゴ

FASTALERT（ファストアラート）は、SNSに流れる情報のうち、確度が高い（フェイク、虚偽、デマではない）とAIが判断したニュース関連の投稿を配信する報道機関向けのサービスである。
2016年9月にサービスを開始しており、2018年時点では導入社数は非公表であるものの、代表取締役の米重は、日本国内のテレビ局ならば、在京キー局はNHKを含めて全局が導入しており、ほとんどの地方テレビ局がFASTALERTを導入していると語っている。新聞ならば朝日新聞と産経新聞、発行部数30万部以上の地方紙の7割が導入しているとの記述がある。
対象となっているSNSは速報性という点からTwitterが90%程度となっている。

## NewsDigest

NewsDigestのロゴ

NewsDigestは、一般ユーザー向けに日本国内のニュース速報、事件や災害情報といった報道を自動で検知し配信するニュース速報特化型サービス。
2018年4月には100万ダウンロードを超えている。

## 情勢調査の機械化
2015年からは、情勢調査の機械化を行っている。
回答率を上げるため、音声や文章について試行錯誤を繰り返し、人間が行う場合と比べて1桁以上安く、他の会社と比べても半分以下のコストで実施し、なおかつ人間が行う場合と同等以上の回答率を出している。
2017年東京都議会議員選挙では報道各社の予測が「自民党と都民ファーストの会は互角」か、「自民党が辛勝」であったのに対し、JX通信社は「都民ファーストの会が第一党になる」と予測しており、的中している。しかし、2018年沖縄県知事選挙では他社と大差のない結果であり、研究、改善の余地を残している。